# Aronde (rivière)
Pour les articles homonymes, voir Aronde.
L'Aronde est un cours d'eau français de petite importance, qui coule dans le département de l'Oise, en région Hauts-de-France, dans l'ancienne région Picardie. C'est un affluent de l'Oise en rive droite, donc un sous-affluent de la Seine.

## Étymologie
Un de ses anciens noms, Aronna (861), viendrait de la racine hydronymique Ar- (rivière) et du suffixe -onna.

## Géographie
L'Aronde naît dans le département de l'Oise.
Elle prend sa source dans l'est de la commune de Montiers, dans le marais de Ménévillers, à 64 m d'altitude. Elle passe à Wacquemoulin, Neufvy, Gournay, Monchy-Humières, Baugy, Braisnes, Coudun, Bienville et conflue avec l'Oise près des restes de l'ancien moulin à tan de Clairoix.
Elle se jette dans cette dernière en rive droite à environ 33 m d'altitude, un peu en amont du confluent de l'Aisne.
La longueur de son cours d'eau est de 26,4 km.

### Communes et cantons traversés
Dans le seul département de l'Oise, l'Aronde traverse les treize communes suivantes, de l'amont vers l'aval, de Montiers (source), Wacquemoulin, Moyenneville, Neufvy-sur-Aronde, Gournay-sur-Aronde, Hémévillers, Montmartin, Remy, Monchy-Humières, Braisnes-sur-Aronde, Coudun, Bienville, Clairoix (confluence).
Soit en termes de cantons, l'Aronde prend source dans le canton d'Estrées-Saint-Denis, conflue dans le canton de Compiègne-1, le tout dans les arrondissements de Clermont et de Compiègne.

### Toponymes
L'Aronde a donné son hydronyme aux trois communes suivantes de Neufvy-sur-Aronde, Gournay-sur-Aronde, Braisnes-sur-Aronde.

### Bassin versant
L'Aronde traverse une seule zone hydrographique « L'Aronde de sa source au confluent de l'Oise (exclu) » (H036) de 285 km2 de superficie. Ce bassin versant est constitué à 85,46 % de « territoires agricoles », à 7,45 % de « forêts et milieux semi-naturels », à 6,94 % de « territoires artificialisés ».

### Organisme gestionnaire
L'organisme gestionnaire est l'EPTB Entente Ose Aisne, « compétente sur l'ensemble du bassin versant de l'Oise, de l'Aisne et de leurs affluents, soit 16 900 km2 », sis à Compiègne.

## Affluents

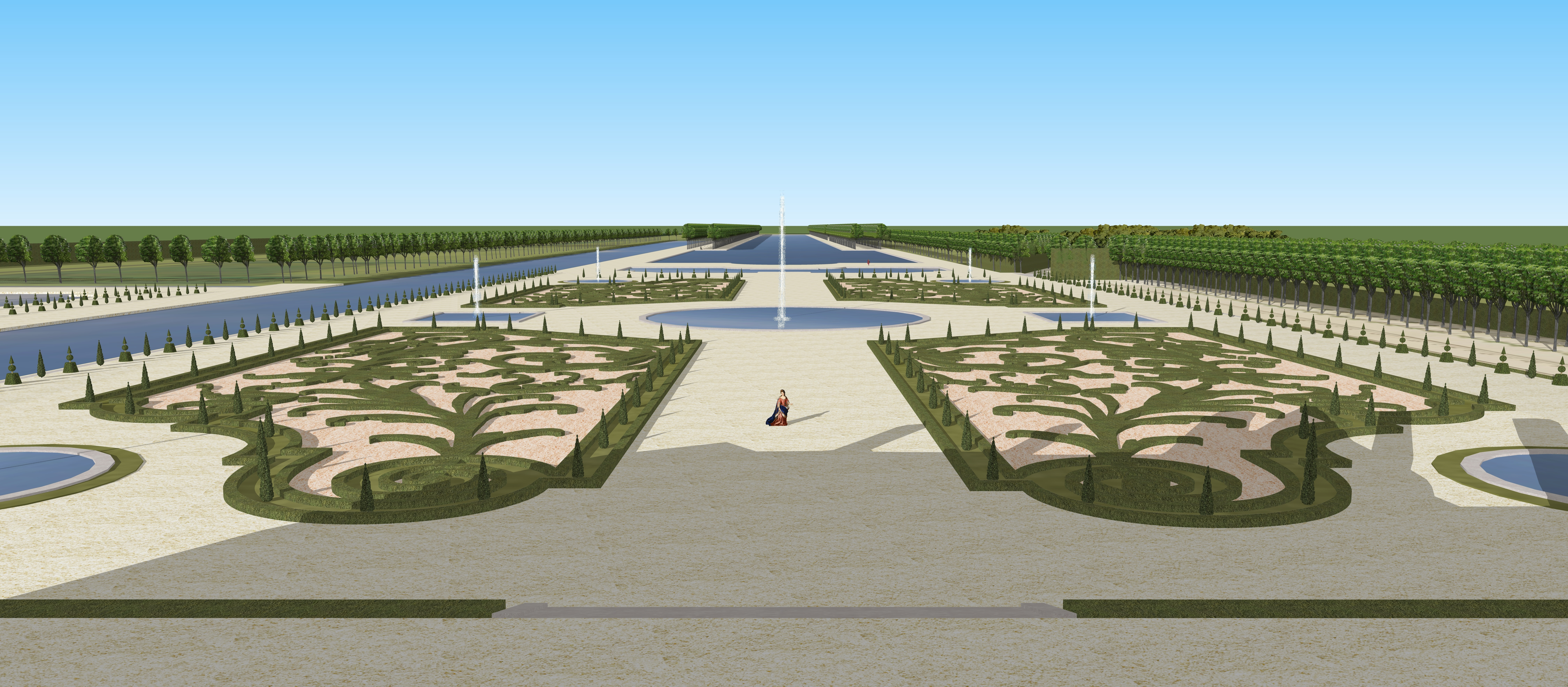
Restitution 3D des jardins disparus du château de Monchy-Humières. Etat vers 1680.

L'Aronde a un affluent contributeur :
- La Somme d'Or (rg[note 1]), 2,6 km sur les deux communes de Gournay-sur-Aronde (confluence) et Neufvy-sur-Aronde (source).

Géoportail signale néanmoins un deuxième affluent droit dit Payelle sur la commune de Remy prenant source à 68 m d'altitude et confluant à 48 m d'altitude en face du château de Monchy-Humières et de sa pièce d'eau.

### Rang de Strahler
Donc son rang de Strahler est de deux.

## Hydrologie
Son régime hydrologique est dit pluvial océanique.

### L'Aronde à Clairoix
Le débit de l'Aronde a été observé durant une période de 41 ans (1968-2008), à Clairoix, localité du département de l'Oise située au niveau de son confluent avec l'Oise. Le bassin versant de la rivière y est de 285 km2 (soit sa totalité).
Le module de la rivière à Clairoix est de 1,27 m3/s.
L'Aronde présente des fluctuations saisonnières de débit peu marquées. Les hautes eaux se déroulent au printemps, époque où la nappe souterraine bien alimentée tout au long de l'hiver, assure un débit maximal aux sources qui alimentent la rivière. Elles se caractérisent par des débits mensuels moyens allant de 1,50 et 1,62 m3/s, de février à mai inclus (avec un maximum en avril). Dès le mois de juin, le débit baisse doucement, et ce jusqu'aux basses eaux d'été qui ont lieu d'août à octobre, entraînant une baisse du débit moyen mensuel allant jusqu'à 0,924 m3/s au mois de septembre, ce qui reste très consistant, voire abondant. Mais les fluctuations de débit sont plus prononcées sur de courtes périodes ou selon les années.

### Étiage ou basses eaux
Aux étiages, le VCN3 peut chuter jusque 0,300 m3/s, en cas de période quinquennale sèche, soit 300 litres par seconde, ce qui est toujours bien loin d'être sévère.

### Crues
Les crues ne sont jamais très importantes, même compte tenu de la taille modeste du bassin versant de la rivière. Les QIX 2 et QIX 5 valent respectivement 2,4 et 3,1 m3/s. Le QIX 10 est de 3,5 m3/s et le QIX 20 de 4 m3/s. Quant au QIX 50, il atteint à peine 4,5 m3/s.
Le débit instantané maximal enregistré à Clairoix durant cette période débutant en 1968, a été de 4,75 m3/s le 3 février 1995, tandis que la valeur journalière maximale était de 4,73 m3/s le même jour. En comparant la première de ces valeurs à l'échelle des QIX de la rivière, l'on constate que cette crue était d'ordre cinquantennal et donc assez exceptionnelle, destinée à se reproduire en moyenne tous les 50 ans environ.

### Lame d'eau et débit spécifique
L'Aronde est une rivière peu abondante. La lame d'eau écoulée dans son bassin versant est de 142 millimètres annuellement, ce qui est très largement inférieur à la moyenne d'ensemble de la France tous bassins confondus, ainsi qu'à la moyenne du bassin de l'Oise (243 millimètres par an en fin de parcours). Le débit spécifique de la rivière (ou Qsp) atteint 4,5 litres par seconde et par kilomètre carré de bassin.